# Siegfried Westphal

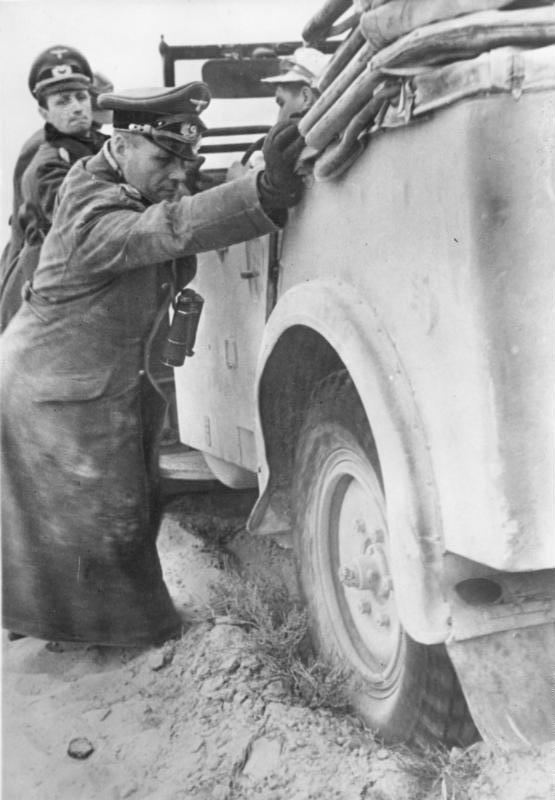
Westphal (hinten) und Rommel in Nordafrika (Januar 1941)

Siegfried Carl Theodor Westphal (* 18. März 1902 in Leipzig; † 2. Juli 1982 in Celle) war ein deutscher Offizier, zuletzt General der Kavallerie im Zweiten Weltkrieg, Manager und Autor.

## Leben
Siegfried Westphal war ein Sohn des Postdirektors Theodor Westphal. Er besuchte die Realgymnasien in Bromberg, Frankfurt (Oder) und Naumburg. 1918 trat er in das Berliner Kadettenkorps ein und legte 1919 die Reifeprüfung an der Hauptkadettenanstalt in Berlin-Lichterfelde ab. Am 10. November 1918, während des Ersten Weltkriegs, wurde er Fahnenjunker des Grenadier-Regiments „Prinz Carl von Preußen“ (2. Brandenburgisches) Nr. 12 der Preußischen Armee.
Westphal war nach Kriegsende Mitglied im Freikorps „Landesjäger“ des Generalmajors Georg Maercker und 1920 im Freikorps des Oberleutnants Hubertus von Aulock. Er wurde in die Vorläufige Reichswehr übernommen und am 1. Dezember 1922 in die 3. Eskadron des 11. (Preußisches) Reiter-Regiments versetzt und zeitgleich zum Leutnant befördert. 1932 besuchte der Oberleutnant die Kriegsakademie.

### Wehrmacht
Westphal, 1937 zum Hauptmann i. G. befördert, war ab 1. September 1939 Erster Generalstabsoffizier (Ia) der neu aufgestellten 58. Infanterie-Division, welche erst im Mai 1940 den ersten Kampfeinsatz erfuhr. Vorher wurde er ab 5. März 1940 der Ia des XXVII. Armeekorps. Mit dem Korps kämpfte er in Frankreich und erlebte nach dem Fall Rot den Waffenstillstand. Ab August 1940 war er daher zur deutsch-französischen Waffenstillstandskommission kommandiert und wurde Ende Januar 1940 in dieser Position zum Oberstleutnant befördert.
Am 15. Juni 1941 folgte seine Versetzung nach Afrika, wo er nach der Aufstellung Ia der Panzergruppe Afrika wurde. In dieser Stellung wurde ihm am 19. Dezember 1941 das Deutsche Kreuz in Gold verliehen. Er wurde am 1. Juni 1942 schwer verwundet. Nach seiner Beförderung am 1. August 1942 zum Oberst i. G. wurde er am 6. Oktober desselben Jahres Ia der deutsch-italienischen Panzerarmee Afrika und als solcher am 29. November 1942 mit dem Ritterkreuz des Eisernen Kreuzes ausgezeichnet. Im Oktober vertrat er den neu kommandierten Chef des Stabes, Oberst i. G. Fritz Bayerlein.
Seiner Ernennung am 1. Februar 1943 zum Chef der Führungsabteilung bei Oberbefehlshaber Süd Albert Kesselring, dem u. a. die ehemalige deutsch-italienische Panzerarmee unterstellt war, folgte am 1. März 1943 die Beförderung zum Generalmajor. Ab Mitte Juni 1943 war er Chef des Stabes beim Oberbefehlshaber Süd. Westphal wurde am 21. November 1943 zum Chef des Stabes beim Oberbefehlshaber Südwest und am 1. April 1944, mit der Beförderung zum Generalleutnant, zum Stabschef beim Oberbefehlshaber West ernannt. Am 1. Februar 1945 wurde er zum General der Kavallerie befördert. Er war vom 8. Mai 1945 bis zum Dezember 1947 in US-amerikanischer Kriegsgefangenschaft.
Er verfasste 1945 mit vier weiteren hochrangigen Generälen die Denkschrift der Generäle mit dem offiziellen Titel Das Deutsche Heer von 1920–1945 für den Nürnberger Prozess gegen die Hauptkriegsverbrecher. Darin wurde die Rolle von Oberkommando der Wehrmacht und Oberkommando des Heeres im Zweiten Weltkrieg verharmlost und beschönigt. Die Schutzbehauptungen der Denkschrift bildeten den Grundgedanken für die spätere Verteidigung führender Wehrmachtsoffiziere in Kriegsverbrecherprozessen und bestimmten trotz stichhaltiger und umfangreicher Gegenbeweise das Bild der sauberen Wehrmacht in der Öffentlichkeit.

### Wirtschaft
Ab Anfang 1950 war er bei der Ruhrstahl AG tätig, zunächst als Volontär. Noch im Herbst des Jahres wurde ihm die Verantwortung für die Presseabteilung übertragen, die er fast zehn Jahre leitete. Nach der Eingliederung in den Rheinstahl-Konzern war er ab 1960 Direktor der Rheinischen Stahlwerke und Leiter der Rheinstahl-Verbindungsstelle Bonn. Er wohnte in Dortmund und ging im Jahr 1972 in den Ruhestand.

## Sonstiges
Er war u. a. Vorsitzender des Verbandes ehemaliger Angehöriger des Deutschen Afrikakorps und des Rommel-Sozialwerkes, Vizepräsident der deutschen Sektion der Europäischen Vereinigung von Kriegsteilnehmerverbänden und Präsident des Rings deutscher Soldatenverbände.
1973 war Westphal in der britischen Dokumentarserie Die Welt im Krieg als Zeitzeuge zu sehen.

## Familie
Westphal, evangelisch, war verheiratet mit einer Baronesse von Sewaldt und Vater von zwei Kindern.

## Auszeichnungen
- Kommandeur der Französischen Ehrenlegion im Jahre 1970
- Großes Bundesverdienstkreuz im Jahre 1971
- Großes Bundesverdienstkreuz mit Stern im Jahre 1977
- Ehrenpräsident des Europäischen Frontkämpferverbandes

## Schriften (Auswahl)
- Heer in Fesseln. Aus den Papieren des Stabschefs von Rommel, Kesselring und Rundstedt. Athenäum, Bonn 1950.
- Schicksal Nordafrika. Hrsg. vom Verband ehemaliger Angehöriger Deutsches Afrika-Korps e.V. in Verbindung mit dem Rommel-Sozialwerk. Europa-Contact Verlags-Gesellschaft, Döffingen 1954.
- Erinnerungen. v. Hase und Koehler, Mainz 1975, ISBN 3-7758-0886-8.
- Der deutsche Generalstab auf der Anklagebank. Nürnberg 1945–1948. v. Hase und Koehler, Mainz 1978, ISBN 3-7758-0946-5.